# Melagaram
Melagaram è una suddivisione dell'India, classificata come town panchayat, di 12.860 abitanti, situata nel distretto di Tirunelveli, nello stato federato del Tamil Nadu. In base al numero di abitanti la città rientra nella classe IV (da 10.000 a 19.999 persone).

## Geografia fisica
La città è situata a 08° 56' 16 N e 77° 17' 27 E.

## Società

### Evoluzione demografica
Al censimento del 2001 la popolazione di Melagaram assommava a 12.860 persone, delle quali 6.338 maschi e 6.522 femmine. I bambini di età inferiore o uguale ai sei anni assommavano a 1.166, dei quali 565 maschi e 601 femmine. Infine, coloro che erano in grado di saper almeno leggere e scrivere erano 10.019, dei quali 5.301 maschi e 4.718 femmine.